# Hachemi Bensmir
Hachemi Bensmir est un chanteur-poète algérien du bedoui oranais citadinisé, né à Oran en 1877 et mort en 1938. Son œuvre majeure est Biya daq el mor (« La vie m'a peiné »).

## Biographie
Hachemi Bensmir est né en 1877 dans le quartier Mdina Jdida à Oran. Il est issu d'une vieille famille oranaise, originaire de Mascara. Il a appris le Coran à Sidi El Houari, puis il s'est lancé, dès son jeune âge, dans la poésie du melhoun.
Surnommé Tayr Lebied (« l'Oiseau blanc »), il se fera une réputation pour ses compositions et pour son refus d'enregistrer sur disque ses œuvres. Ce chanteur et auteur de bédoui citadinisé, devient le maître incontesté du genre baladi.
Ses poèmes hostiles à l'ordre colonial, vaudront au poète, un séjour en prison durant les années 1920. Il meurt subitement en 1938 ; son fils Missoum était également chanteur.

## Œuvres
Son œuvre majeure est Bia daq el mor (« La vie m'a peiné »), une pièce essentielle du répertoire bedoui du genre citadinisé, elle a été chantée notamment par Cheikh Bouras et Cheikh Hamada et l'un des morceaux de bravoure du asri oranais. Cette pièce montre également que le melhoun du genre continue de produire des qasidas.
La chanson est un dialogue qu'entreprend le poète dans un cimetière avec une femme endeuillée à la suite du décès de son frère et fait allusion aux rebelles exilés vers le bagne de Cayenne. Cette chanson est toujours très populaire en Algérie, où elle a été reprise régulièrement jusqu'à l'époque contemporaine, la pièce, a gardé mémoire de ces exils forcés.
Exemple de quelques vers de la pièce :
« Youm ed-djemaa sobt chayfa tebki aande l'qbor

bia deq el mor

bessif el insan yahzan oua h’moumah tenzad

tuma ntaqtelha wa salatha belhbib el machhor

qoltelha aidi qassitek ya rawdet le'yad

qalat khi mat khalani mahgour

men wahchah manali sabr toht mene ltenhed »
« Un vendredi devant une tombe, j'ai vu pleurer une femme

la vie m'a peiné

c'est sûr que l'être est vaincu par l'ampleur des peines

je lui ai demandé alors après son bien-aimé

je lui ai dit conte ton histoire ô fleur de fête

elle a dit mon frère est mort et m'a laissée toute seule

il me manque tellement que je ne trouve ni patience ni répit »
Il a chanté aussi Wahrân Ki Kounti, une œuvre moins connue qui évoque la splendeur de la ville d'Oran avant la colonisation française.